# Gut Am Schaffstal

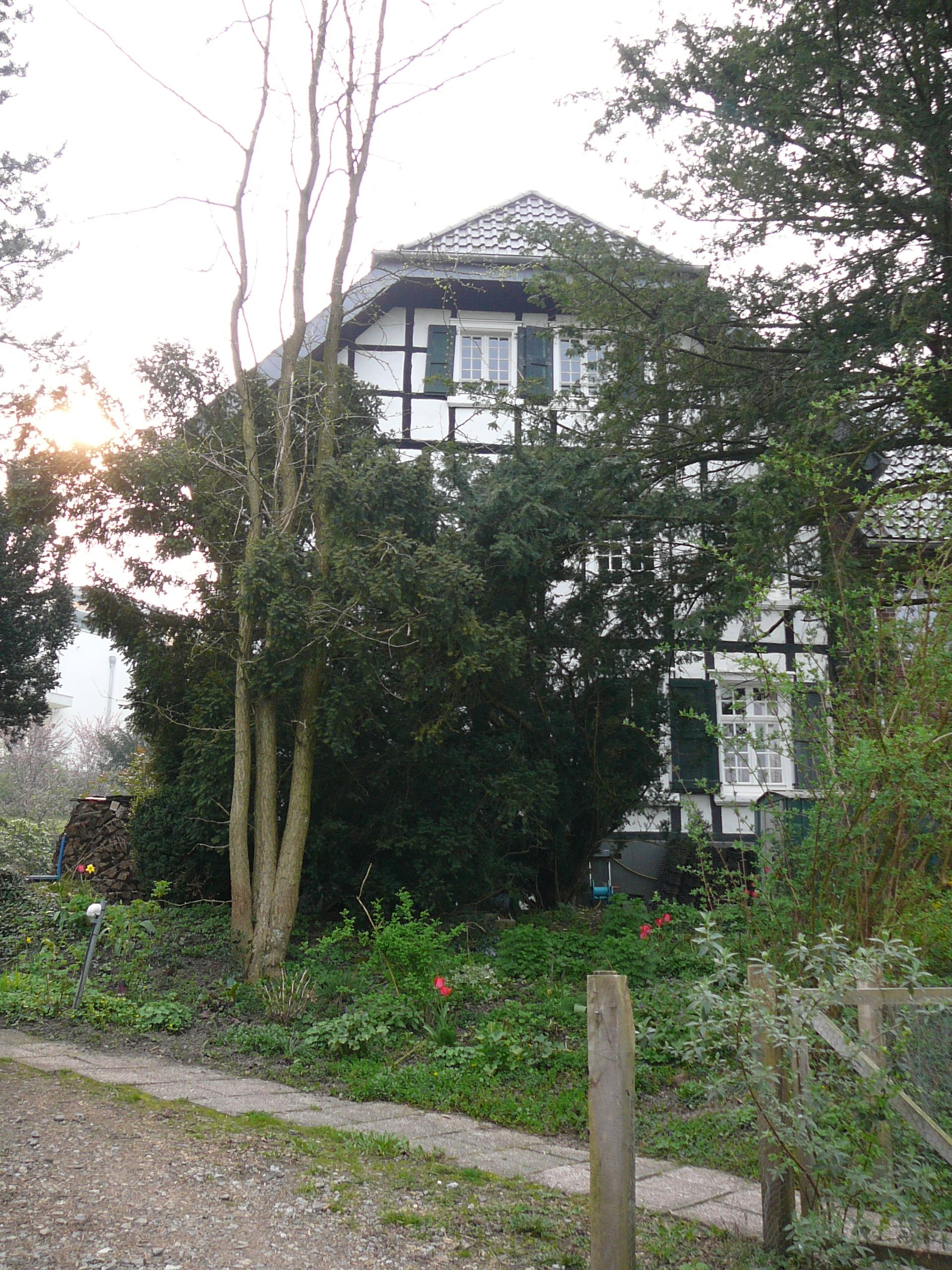
Das Gut „Am Schaffstal“

Das Gut Am Schaffstal (frühere Schreibweise Schafstall) ist ein denkmalgeschütztes Gutshaus (Hausanschrift: Funckstraße 93 und 95, ehemalige Anschrift Am Schaffstal 1) im Wuppertaler Stadtbezirk Elberfeld-West. Es wurde am 28. Mai 1993 als Baudenkmal anerkannt.
Das in Fachwerkbauweise erstellte zweigeschossige Gebäude mit Schopfwalmdach ist unterkellert und wurde in der Mitte des 19. Jahrhunderts errichtet. Es weist im Innern auch noch Bausubstanz des Vorgängerbaus von 1701 auf.
Bereits 1633 wird die alte Orts- und Hofbezeichnung Am Schaffstal als Sitz eines Hofesgerichtes im Elberfelder Verzichtbuch erwähnt. Ein Vorgängerbau des heutigen Gebäudes wurde 1701 von Gerhard Conen in Fachwerkbauweise errichtet.
Anfang des 19. Jahrhunderts war der Hof im Besitz des Dr. Franz Schleicher, der 1813 die Freiheitseiche auf den Elberfelder Neumarkt anpflanzen ließ. 1815/16 hatte der Ort 13 Einwohner.
1832 gehörte der Schaffstal zur Dorper Rotte des ländlichen Außenbezirks des Kirchspiels und der Stadt Elberfeld. Der laut der Statistik und Topographie des Regierungsbezirks Düsseldorf als Ackergut kategorisierte Ort wurde als am Schaafstall bezeichnet und besaß zu dieser Zeit zwei Wohnhäuser und vier landwirtschaftliche Gebäude. Zu dieser Zeit lebten 17 Einwohner im Ort, alle evangelischen Glaubens.
1834 erwarb der Ackerer Johann Heinrich Knappertsbusch das Gut und erweiterte es später durch die Kornbrennerei Knappertsbusch. Das Gut brannte um 1846 ab und wurde kurz danach an dieser Stelle wieder als Fachwerkgebäude aufgebaut. Eine Straßenbezeichnung Am Schaffstal wurde am 23. August 1947 vergeben, diese wurde aber in den 1990ern aufgelöst.
Das Gutshaus wird heute als Wohnhaus genutzt.